# Emelie Schepp
Emelie Anna Schepp, née le 5 septembre 1979 à Motala, en Suède, est une femme de lettres suédoise, auteure de roman policier.

## Biographie
Elle travaille en tant que chef de projet dans le secteur de la publicité, avant de se lancer dans l'écriture.
En 2013, elle publie, à compte d'auteur, son premier roman policier, Marquée à vie (Märkta för live), vendu à 40 000 exemplaires en seulement 6 mois. Il s'agit du premier titre d'une série ayant pour héroïne la procureure Jana Berzelius appelée, au début de sa première enquête, sur la scène du meurtre d’un haut responsable de l’Immigration suédoise dans une luxueuse maison du littoral de la mer Baltique.

## Œuvre

### Romans

#### SérieJana Berzelius
- Märkta för livet (2014) Publié en français sous le titre Marquée à vie, HarperCollins France SA, coll. « HarperCollins Noir », 2017  (ISBN 979-10-339-0018-4)
- Vita Spår (2015)Publié en français sous le titre Sommeil blanc, HarperCollins France SA, coll. « HarperCollins Noir », 2018  (ISBN 979-10-339-0076-4)
- Prio ett (2016)Publié en français sous le titre D'une mort lente, HarperCollins France SA, coll. « HarperCollins Noir », 2019  (ISBN 979-10-339-0231-7)
- Pappas pojke (2017) Publié en français sous le titre La Marque du père, HarperCollins France SA, coll. « HarperCollins Noir », 2020  (ISBN 979 -10-339-0725-1)
- Broder Jakob (2019) Publié en français sous le titre L'Appel de la Sirène, HarperCollins France SA, coll. « HarperCollins Noir », 2021  (ISBN 979-10-339-0339-0)
- Nio liv (2020) Publié en français sous le titre Les Griffes du silence, HarperCollins France SA, coll. « HarperCollins Noir », 2022  (ISBN 979-10-339-0340-6)
- Björnen sover (2022) Publié en français sous le titre Ne réveille pas l'ours qui dort, HarperCollins France SA, coll. « HarperCollins Noir », 2023

### Autre roman
- Hundra dagar Publié en français sous le titre Jusqu'au dernier battement, HarperCollins France SA, coll. « HarperCollins Noir », 2025

## Récompenses
- 2016 :  Suède : prix des lecteurs au festival international du roman policier, "Crimetime Gotland" à Gotland
- 2017 :  Suède : prix des lecteurs au festival international du roman policier, "Crimetime Gotland" à Gotland
- 2018 :  Suède : prix des lecteurs au festival international du roman policier, "Crimetime Göteborg", anciennement "Crimetime Gotland"